# Projeto 1153 Orel
O Projeto 1153 Orel (em russo:  Орёл, Águia) foi um programa soviético dos anos de 1970 para dar real capacidade de marinha de alto mar para a aviação. O navio poderia ter até 75 a 80 mil toneladas de deslocamento, com propulsão nuclear e carregando até 70 aeronaves lançadas a voo por catapultas. Ele foi projetado com grande capacidade ofensiva, possuindo até 24 lançadores de mísseis antinavio. Na URSS ele foi classificado como "grande crusador com armamento de aeronaves". Foi cancelado em outubro de 1978 por ser muito caro, e Projeto 11435 mais apropriado para aeronaves V/STOL, foi desenvolvido em seu lugar (sua versão inicial era de 65 mil toneladas e 52 aeronaves, mas foi eventualmente diminuído).